# Kombo North/Saint Mary
Il distretto di Kombo North/Saint Mary è un distretto del Gambia nella Divisione della West Coast con 166.351 abitanti al censimento del 2003.

## Società

### Evoluzione demografica
In base ai dati del censimento 1993 la popolazione del distretto era così suddivisa dal punto di vista etnico:
| Etnia       | Abitanti | %     |
| ----------- | -------- | ----- |
| Mandingo    | 32.782   | 46,76 |
| Fulani      | 9.073    | 12,94 |
| Wolof       | 8.031    | 11,46 |
| Jola        | 12.570   | 17,93 |
| Serahule    | 1.137    | 1,62  |
| Altre etnie | 6.509    | 9,29  |